# E-temenanki

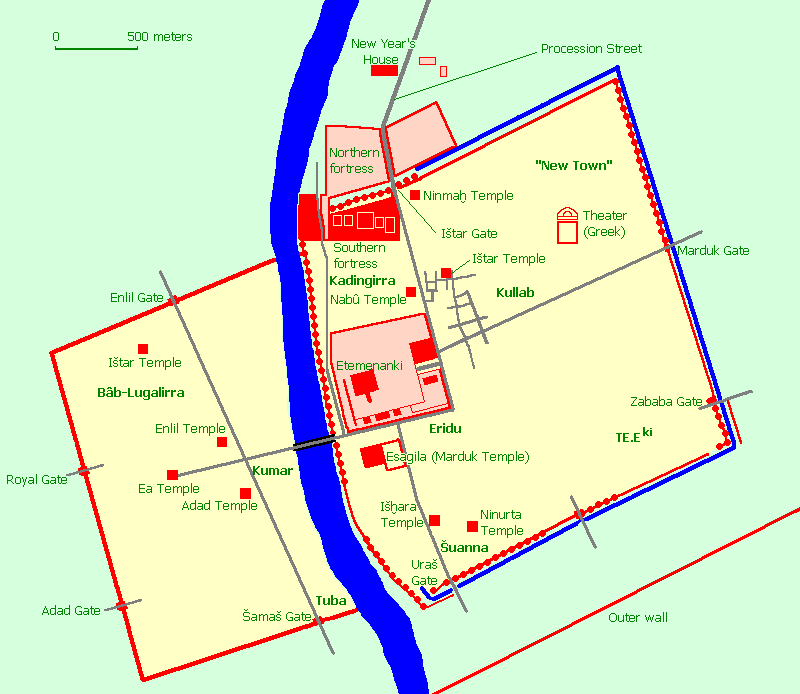
Plan Babilonu z zaznaczonym położeniem ziguratu E-temenanki

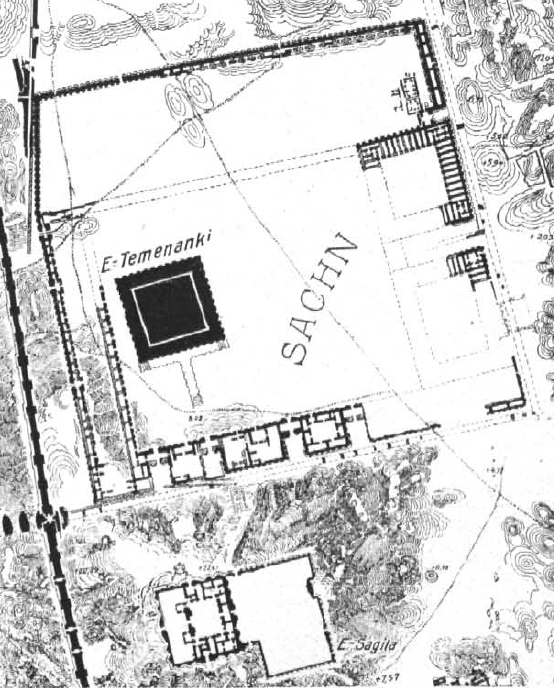
Plan kompleksu świątynnego z ziguratem E-temenanki w Babilonie

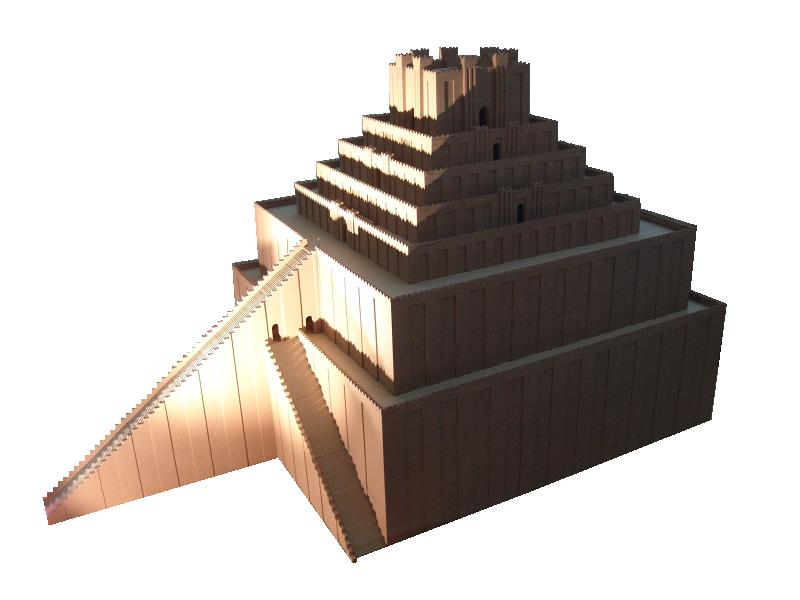
Jedna z rekonstrukcji wyglądu Etemenanki

E-temenanki (sum. é.te.me.en.an.ki, też é.temen.an.ki, tłum. „Dom – platforma fundacyjna nieba i świata podziemnego”) – ceremonialna nazwa zigguratu boga Marduka w Babilonie; jedno z najważniejszych sanktuariów państwa babilońskiego. Zdaniem niektórych badaczy budowla ta stanowiła inspirację dla biblijnej opowieści o Wieży Babel.

## Budowa
Wygląd świątyni nie jest dokładnie znany. Współczesne rekonstrukcje opierają się na przekazie Herodota, akadyjskiej „Tabliczce E-sagili” oraz badaniach wykopaliskowych.
Schodkowy, pięcio- lub siedmiostopniowy ziggurat wzniesiony został z suszonej cegły glinianej na planie kwadratu o boku ok. 90 metrów, według Herodota – o wysokości również dochodzącej do 90 metrów. Oblicowano go cegłą wypalaną, glazurowaną na kolor błękitny. Miała się ona składać z 85 milionów cegieł.
Budowlę wieńczyła kaplica šahûru, we wnętrzu której, zgodnie z informacjami zawartymi w dziele greckiego historyka, znajdował się stół ze złota oraz wielkie łoże z kości słoniowej. Zdaniem Herodota, w kaplicy tej nie umieszczono żadnego wizerunku bóstwa, a kult sprawowały tam wyłącznie kobiety, co według współczesnej interpretacji może wskazywać, iż dokonywano tam niezwykle doniosłego  obrzędu świętych zaślubin, mającego zapewnić całemu królestwu pomyślność, płodność i dostatek.
Poszczególne kondygnacje różniły się kolorem i były poświęcone innemu bóstwu: najniższa – biała – poświęcona była Isztar, kolejna czarna Adadowi, błękitna Nabu, pomarańczowa Nergalowi, srebrzysta Sinowi i złota Szamaszowi. Najniższa kondygnacja miała mieć 33 m wysokości, kolejna 18 m, trzecia, czwarta, piąta i szósta po 6 m. Stojąca na szczycie świątynia Marduka sięgała 15 m.

## Historia
Centrum kultu religijnego w okręgu E-temenanki powstało najprawdopodobniej w czasach założenia miasta. Pierwotna budowla nie istniała już w czasach Hammurabiego. Gdy się rozpadała lub została zburzona była odbudowywana i na nowo zdobiona. W 689 p.n.e. została zniszczona przez władcę asyryjskiego Sennacheryba, następnie zaś była odbudowywana i rozbudowywana przez kolejnych królów asyryjskich oraz babilońskich (m.in. Asarhaddona, Aszurbanipala, Nabopolassara oraz Nabuchodonozora II), osiągając swoją klasyczną, ogólnie rozpoznawalną formę. Częściowo zniszczona po antyperskim powstaniu w 479 p.n.e. przez króla perskiego Kserksesa I. Jej ruiny zostały rozebrane z rozkazu Aleksandra III Wielkiego, który planował wznieść w tym miejscu nową, okazałą świątynię, jednakże śmierć władcy przekreśliła te plany.
Wspomnienie o tej budowli przetrwało prawdopodobnie w podaniu o biblijnej Wieży Babel. Istnieje prawdopodobieństwo, że Izraelici w czasie niewoli babilońskiej brali udział w jej kolejnej odbudowie i stała się ona dla nich symbolem ludzkiej pychy oraz sprzeciwu wobec Jahwe.
Przez wieki pozostałości świątyni stanowiły źródło łatwo dostępnych materiałów budowlanych dla mieszkańców pobliskiego Bagdadu oraz okolicznej ludności i uległy niemal całkowitemu zniszczeniu. Jej fundamenty  zostały odkopane przez niemieckiego archeologa Roberta Koldeweya na początku XX wieku.